# Перу на Светском првенству у атлетици на отвореном 2019.
Перу је учествовао на 17. Светском првенству у атлетици на отвореном 2019. одржаном у Дохи од 27. септембра до 6. октобра седамнаести пут, односно учествовао је на свим првенствима до данас. Репрезентацију Перуа представљало је 3 такмичара (2 мушкарца и 1 жена) који су се такмичили у 2 дисциплине (1 мушка и 1 женска)., .
На овом првенству Перу није освојио ниједну медаљу.

## Учесници
| Мушкарци: - Луис Хенри Кампос — 20 км ходање - Хосе Карлос Мамани — 20 км ходање | Жене: - Leyde Guerra — 20 км ходање |  |

## Резултати

### Мушкарци
| Атлетичар          | Дисциплина   | Лични рекорд | Квалификације   | Квалификације   | Полуфинале | Полуфинале | Финале   | Финале       | Детаљи |
| Атлетичар          | Дисциплина   | Лични рекорд | Резултат        | Место           | Резултат   | Место      | Резултат | Место        | Детаљи |
| ------------------ | ------------ | ------------ | --------------- | --------------- | ---------- | ---------- | -------- | ------------ | ------ |
| Луис Хенри Кампос  | 20 км ходање | 1:21:11      |                 |                 |            |            | 1:37:20  | 29 / 40 (54) |        |
| Хосе Карлос Мамани | 20 км ходање | 1:22:27      | дисквалификован | дисквалификован |            |            |          |              |        |

### Жене
| Атлетичарка  | Дисциплина   | Лични рекорд | Квалификације | Квалификације | Финале             | Финале             | Детаљи |
| Атлетичарка  | Дисциплина   | Лични рекорд | Резултат      | Место         | Резултат           | Место              | Детаљи |
| ------------ | ------------ | ------------ | ------------- | ------------- | ------------------ | ------------------ | ------ |
| Leyde Guerra | 20 км ходање | 1:30:01      |               |               | није завршила трку | није завршила трку |        |